# Ariovisto de Almeida Rêgo
Ariovisto de Almeida Rêgo (1874 — Rio de Janeiro, 23 de janeiro de 1944) foi um dirigente esportivo brasileiro, presidente da Confederação Brasileira de Futebol (então Confederação Brasileira de Desportos) entre os anos de 1920 a 1921 e em 1924.
Em sua primeira passagem, Ariovisto teve de administrar conflitos políticos entre os clubes paulistas e cariocas e em jogos contra equipes sul-americanas, a Seleção Brasileira ganhou somente da equipe chilena, perdendo de goleada (6 a 0) para os uruguaios e depois para os argentinos por 2 a 0. 